# Wörthstraße
Die Wörthstraße ist eine Innerortsstraße im Stadtbezirk Au-Haidhausen (Nr. 5) von München.

## Verlauf
Die Straße beginnt in Verlängerung der vom Johannisplatz kommenden Metzgerstraße an der Kreuzung mit der Preysingstraße und führt in südwestlicher Richtung über die Milchstraße und die Comeniusstraße zur Kreuzung mit der Metzstraße. Dort verbreitert sie sich zu einem langgezogenen, mittig gelegenen Platz (seit 1976 ist nur die Grünfläche als Bordeauxplatz benannt, während die beiden seitlichen Straßenäste weiterhin als Wörthstraße bezeichnet sind). Dieser Platz endet vor der Kreuzung mit der Pariser Straße/Breisacher Straße. Die nunmehr wieder verschmälerte Wörthstraße führt zum Halbrondell des Orleansplatzes gegenüber dem Ostbahnhof, an dem sie endet.

## Öffentlicher Verkehr
Auf der Straße verkehrt die Münchner Straßenbahn (Haltestelle Wörthstraße), die am Ostbahnhof mit der U-Bahn und der S-Bahn und am Max-Weber-Platz mit der U-Bahn (Linien 4 und 5) verknüpft ist. Die im Bau befindliche Zweite S-Bahn-Stammstrecke verläuft deutlich südlich der Wörthstraße. Sie wird einen Halt am Ostbahnhof bekommen. Dort befindet sich auch ein großer Busbahnhof.

## Namensgeber
Die Straße im nach 1870 geschaffenen Franzosenviertel in Haidhausen ist wie die meisten Straßen dort nach Schlachten im Deutsch-Französischen Krieg, hier nach der am 6. August 1870 unter Beteiligung bayerischer Truppen ausgefochtenen Schlacht bei Wörth und der namengebenden unterelsässischen Gemeinde Wœrth (Wörth an der Sauer), benannt.

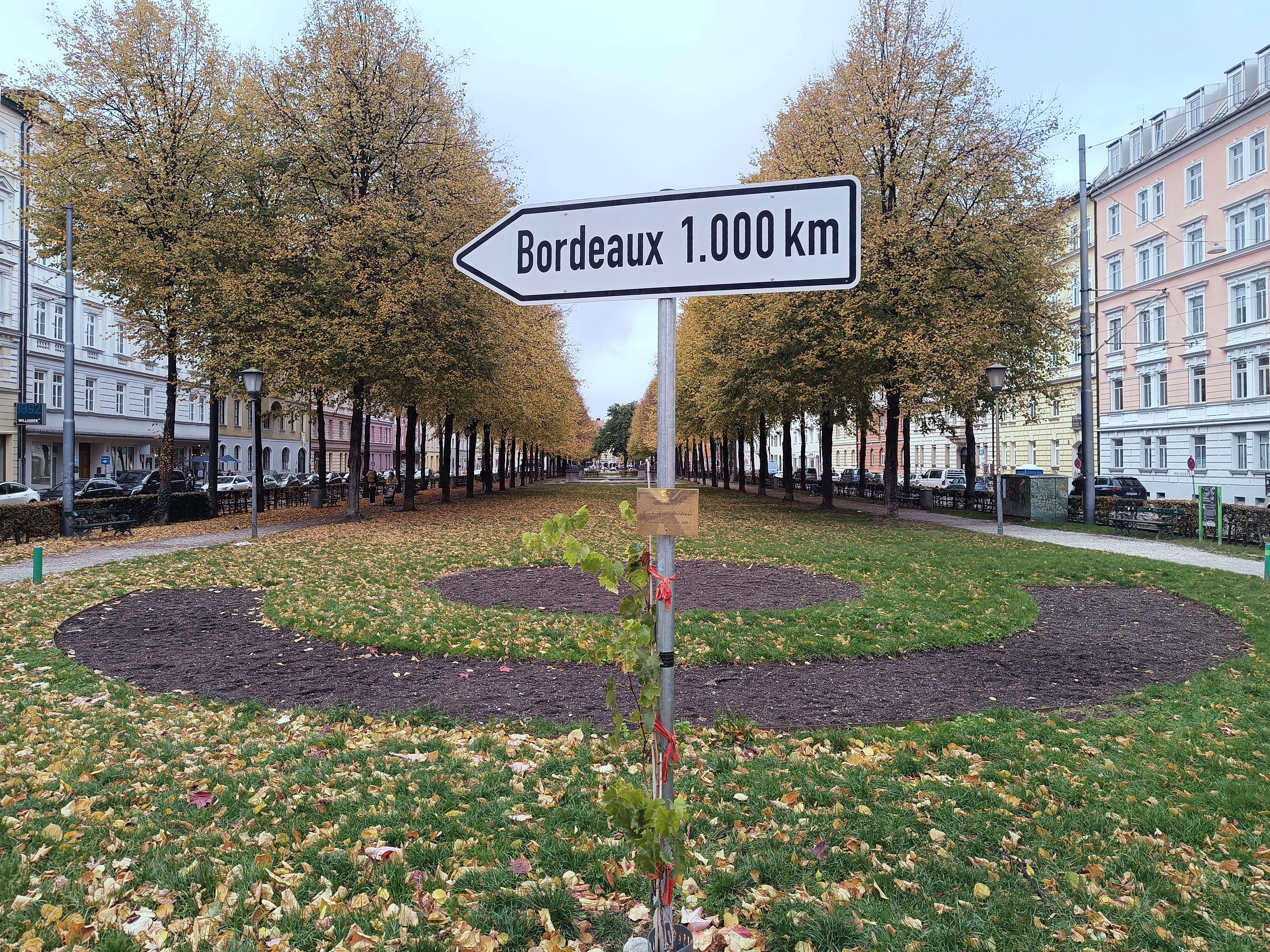
Bordeauxplatz; die Randbebauung gehört zur Wörthstraße

Der inmitten der hier verbreiterten Straße gelegene Bordeauxplatz (mit kleiner Grünanlage und Brunnen, ohne eigene Hausnummern) wurde 1976 nach der Münchner Partnerstadt Bordeaux benannt, geht also nicht auf den Krieg von 1870/71 zurück.

## Charakteristik

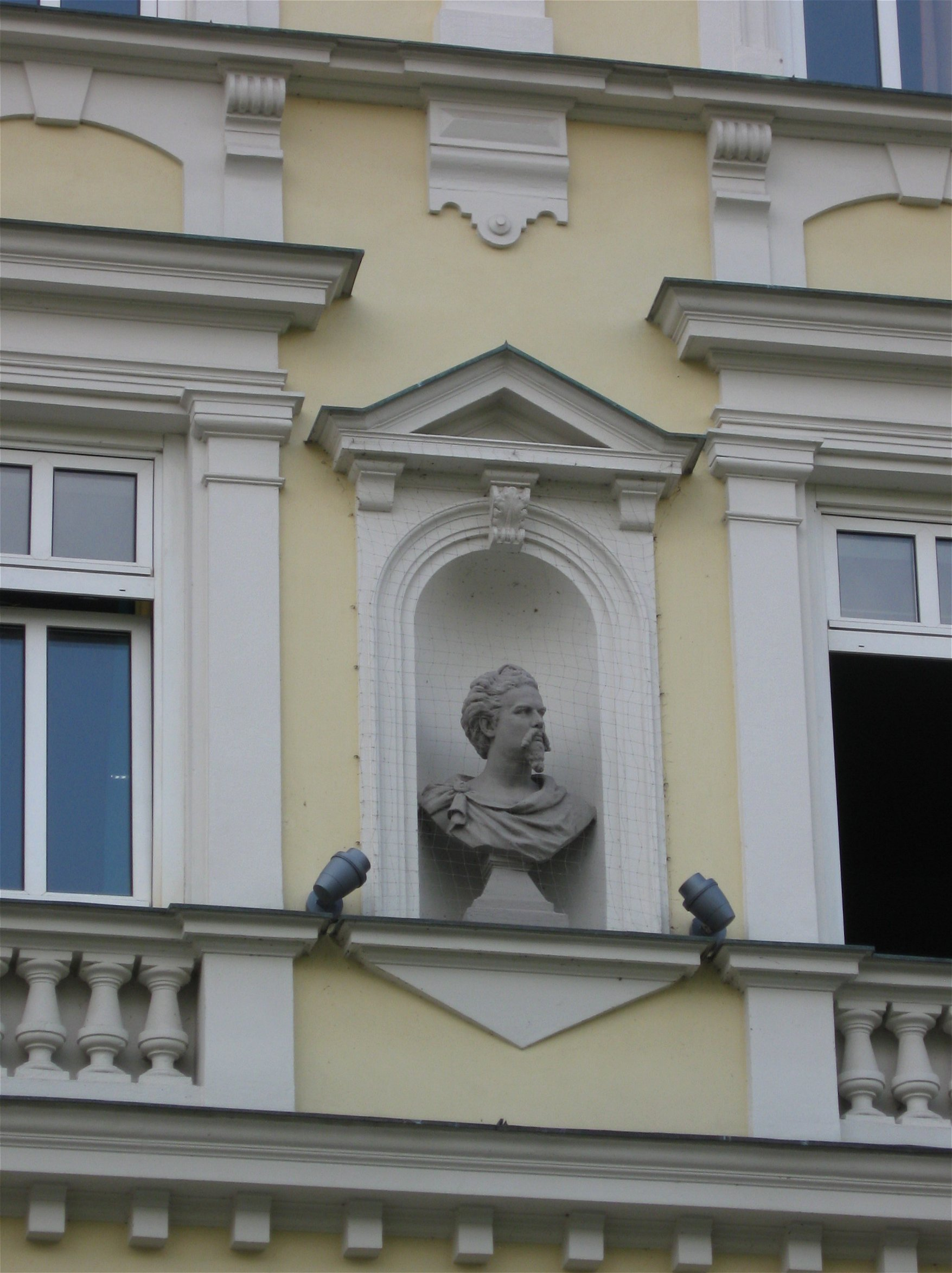
Büste König Ludwig II. an Hausnr. 32

Die Straße mit gründerzeitlicher, einheitlich fünfgeschossiger Bebauung bildet mit einer Allee die boulevardartige Mittelachse (Seitenachsen sind die Weißenburger Straße und die Belfortstraße) des nach 1870 entstandenen und bis etwa 1900 bebauten Haidhauser Franzosenviertels. Sie ist reich an gastronomischen Einrichtungen. An der Ecke zum Orleansplatz liegt ein Kaufhaus (ehemals Kaufhaus Horn).

## Bauwerke und Brunnen

### Denkmalgeschützte Häuser
- Nr. 3: Mietshaus, fünfgeschossiger Neubarockbau mit zwei Erkern, Erdgeschossrustizierung und Satteldach, von Josef Kalb, 1895 (Denkmalliste D-1-62-000-7643)
- Nr. 5: Mietshaus, fünfgeschossiger Neubarockbau mit Mansarddach und Segmentgiebel, Fassade mit Lisenengliederung und Eisenbalkons, um 1890, teilweise vereinfacht (Denkmalliste D-1-62-000-7644)
- Nr. 8: Mietshaus, fünfgeschossiger Neubarockbau in Ecklage, mit Stuckdekor und Flacherkern, von Franz Hammel, 1894 (Denkmalliste D-1-62-000-7645)
- Nr. 10: Mietshaus, fünfgeschossiger Neurenaissancebau mit Satteldach, Ende 19. Jahrhundert,. teilweise vereinfacht (Denkmalliste D-1-62-000-7646)
- Nr. 12: Mietshaus, fünfgeschossiger Neurenaissancebau mit Satteldach und Erdgeschossrustizierung, Ende 19. Jahrhundert, teilweise vereinfacht (Denkmalliste D-1-62-000-7647)
- Nr. 17: Mietshaus, fünfgeschossiger Neubarockbau in Ecklage, mit Erkern und Scheitelmasken am Rustika-Erdgeschoss, um 1890, vereinfacht (Denkmalliste D-1-62-000-7650).
- Nr. 24: Mietshaus, fünfgeschossiger Neurenaissancebau mit Satteldach, 1889 (Denkmalliste D-1-62-000-7651)
- Nr. 26: Mietshaus, fünfgeschossiger Neurenaissancebau mit Satteldach, um 1889 (Denkmalliste D-1-62-000-7652)
- Nr. 27: Mietshaus, fünfgeschossiger Neubarockbau mit Satteldach, Polygonalerker und Rustizierung in den unteren Geschossen, um 1896, teilweise Vereinfacht (Gruppe mit Nr. 29; Denkmalliste D-1-62-000-7653)
- Nr. 29: Mietshaus, fünfgeschossiger Neubarockbau mit Satteldach, Polygonalerker und Zwerchgiebel, in den unteren Geschossen Rustizierung und Masken, von Ernst Schnetzler, bez. 1896 (Gruppe mit Nr. 27; Denkmalliste D-1-62-000-7654)
- Nr. 30, 28, 32: Mietshaus, fünfgeschossiger Traufseitbau, Fassade mit reichem Neurenaissancedekor, von Alois Dietz jun., 1888, zugehörig Rückgebäude, viergeschossiger Mansarddachbau, 1891 (Denkmalliste D-1-62-000-7655)
- Nr. 31: Mietshaus, fünfgeschossiger Neurenaissancebau mit Satteldach und Erker, in den unteren Geschossen Rustizierung, Ende 19. Jahrhundert (Gruppe mit Nr. 33) (Denkmalliste D-1-62-000-7656)
- Nr. 32: Mietshaus, fünfgeschossiger Neurenaissancebau mit Satteldach und Büste Ludwigs II. in Nische, von Alois Dietz jun., 1888–89 (Denkmalliste D-1-62-000-7657)
- Nr. 33: Mietshaus, fünfgeschossiger Neurenaissancebau mit Satteldach und Rustizierung in den unteren Geschossen, Ende 19. Jahrhundert, (Gruppe mit Nr. 31; Denkmalliste D-1-62-000-7658)
- Nr. 35: Mietshaus, fünfgeschossiger Neurenaissancebau mit Satteldach, von Jakob Freundorfer, 1890 (Denkmalliste D-1-62-000-7659)
- Nr. 36: Mietshaus, fünfgeschossiger neubarocker Eckbau mit reicher Fassadengliederung, von Georg Müller, 1895; wohl später aufgestockt (Denkmalliste D-1-62-000-7660)
- Nr. 38: Mietshaus, fünfgeschossiger Neurenaissancebau mit Mansarddach, Ende 19. Jahrhundert (Denkmalliste D-1-62-000-7661)
- Nr. 39: Mietshaus, fünfgeschossiger Neubarockbau in Ecklage, mit Erkern, Volutengiebeln und reichem Stuckdekor, 1897 (Denkmalliste D-1-62-000-7662)
- Nr. 40: Mietshaus, fünfgeschossiger Neurenaissancebau mit Satteldach, Ende 19. Jh. (Denkmalliste D-1-62-000-7663)
- Nr. 42: Mietshaus, fünfgeschossiger Neurenaissancebau mit Satteldach und Rustizierung über vier Geschosse, Ende 19. Jahrhundert (Denkmalliste D-1-62-000-7664)
- Nr. 49: Mietshaus, fünfgeschossiger Neurenaissancebau mit Mansarddach, Ende 19. Jahrhundert (Denkmalliste D-1-62-000-7665)

Siehe auch die Liste der Baudenkmäler in Haidhausen

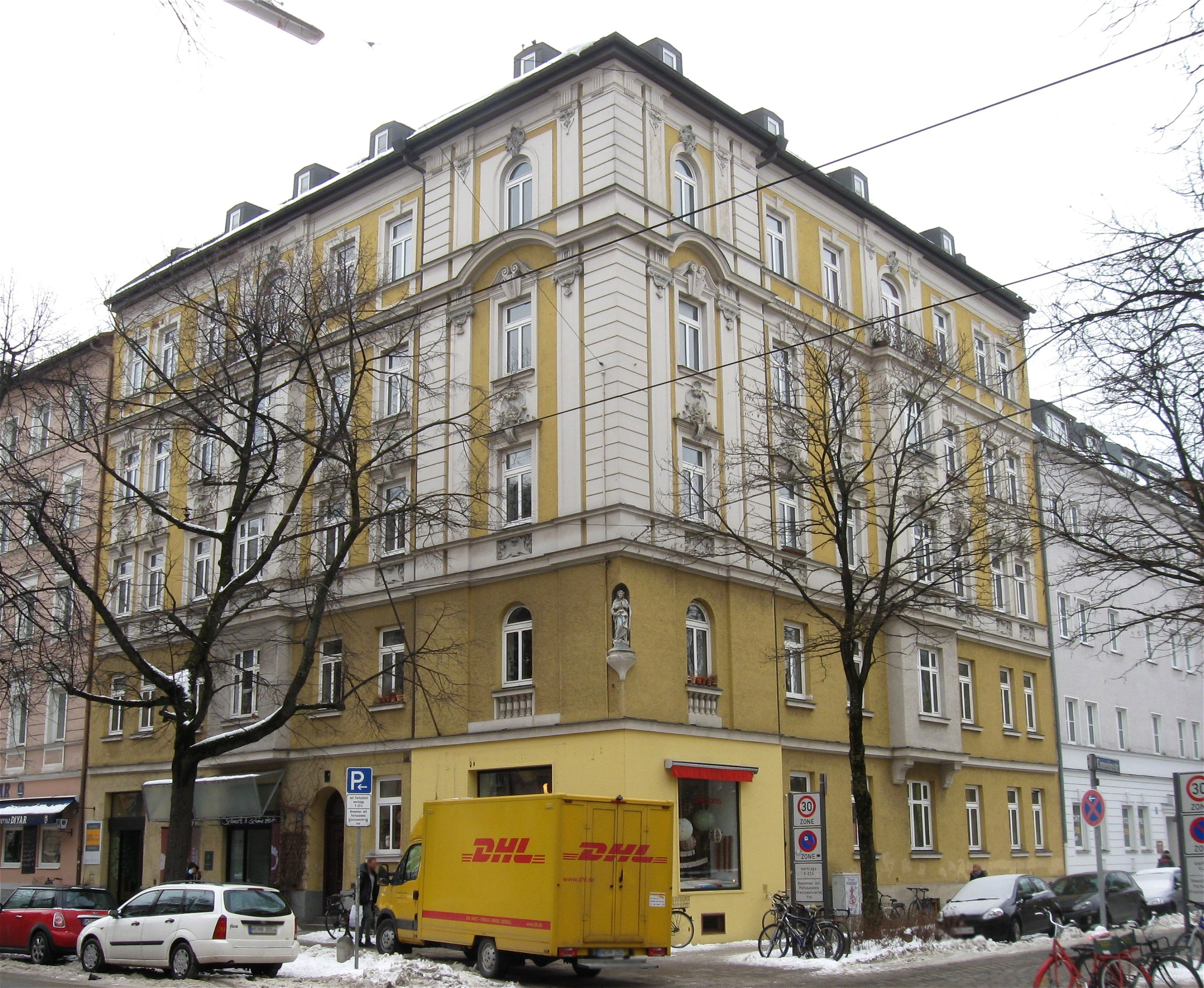
Eckhaus Wörthstraße 8
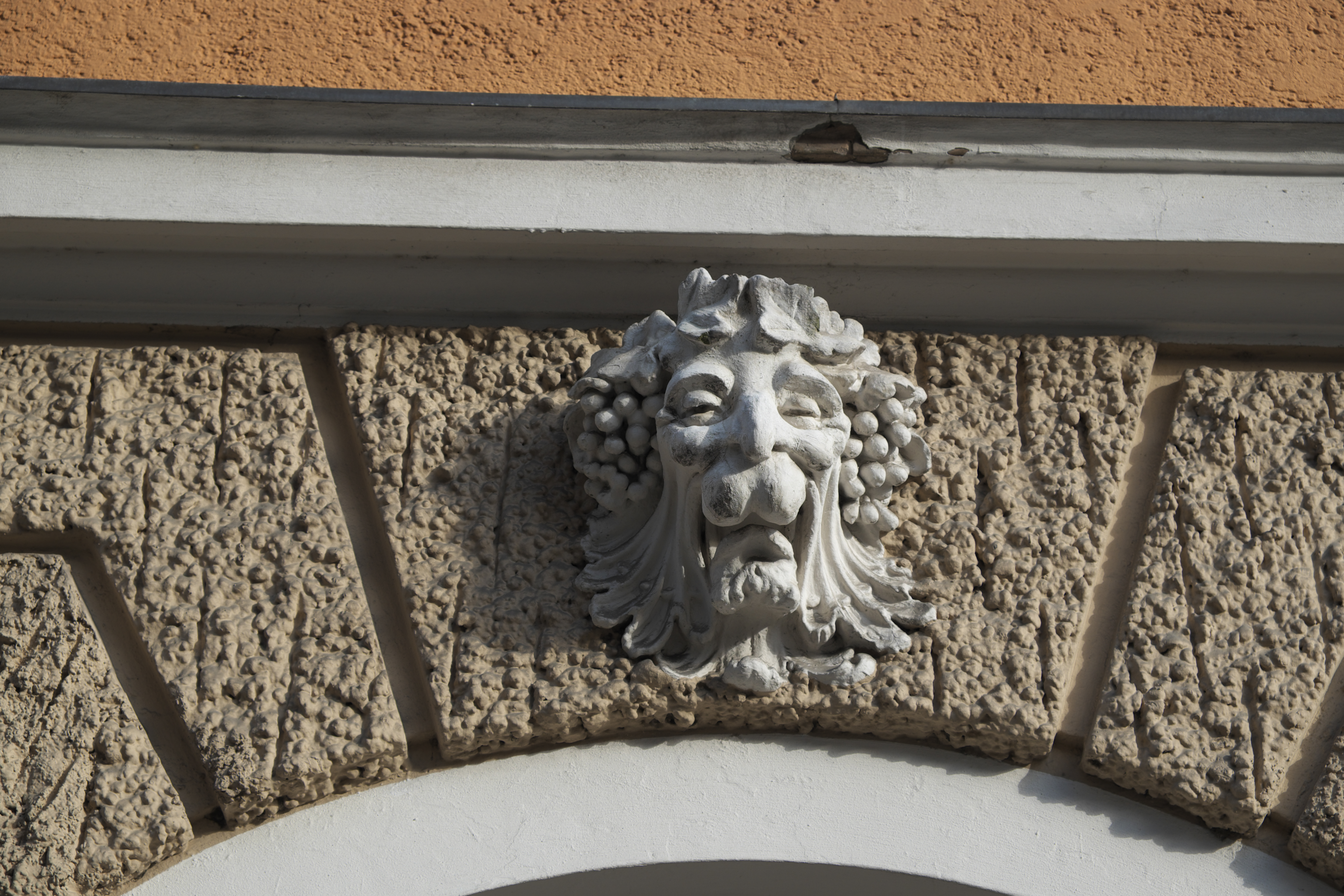
Wörthstraße 17, Fassadendetail
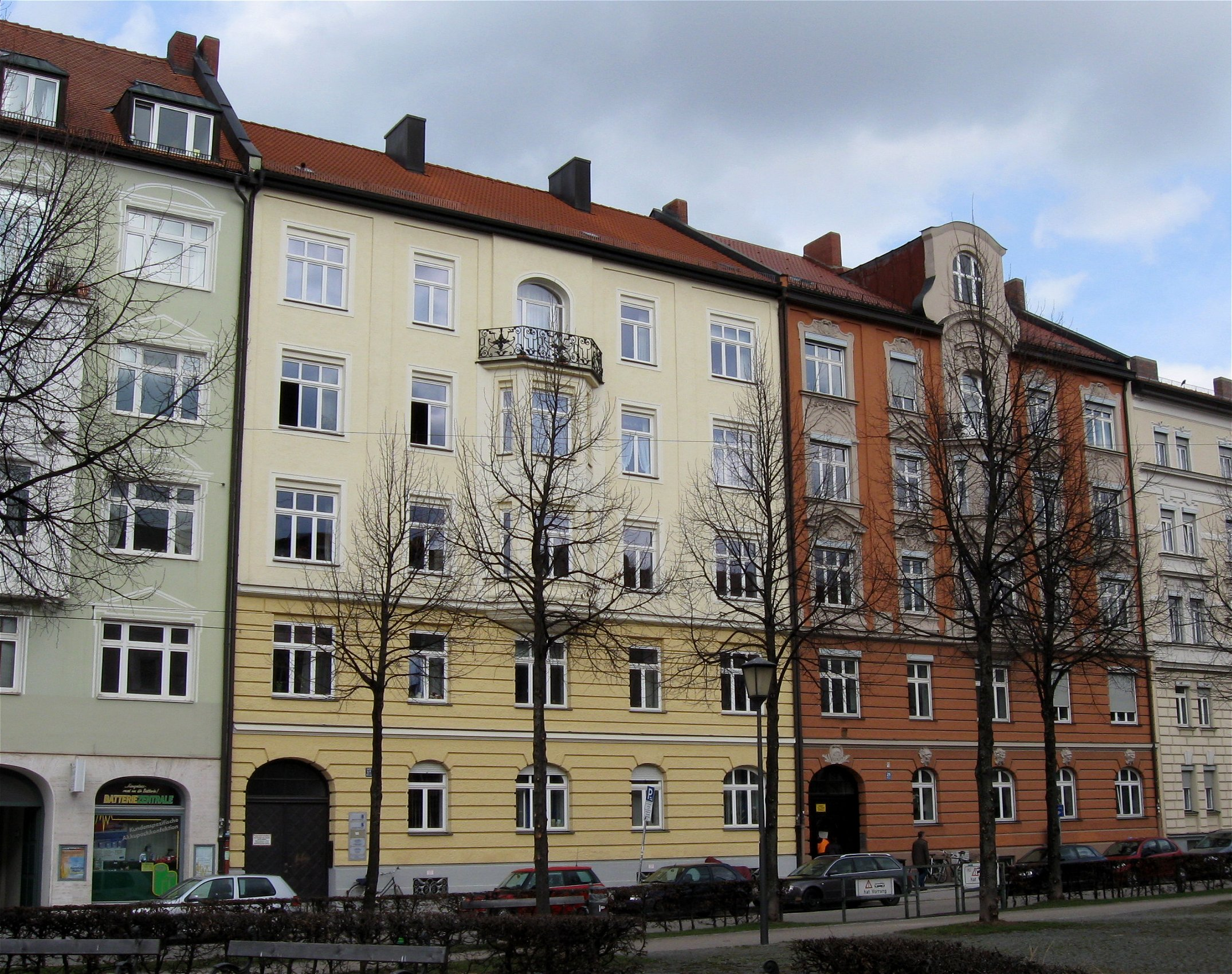
Wörthstraße 27 und 29 (2010)
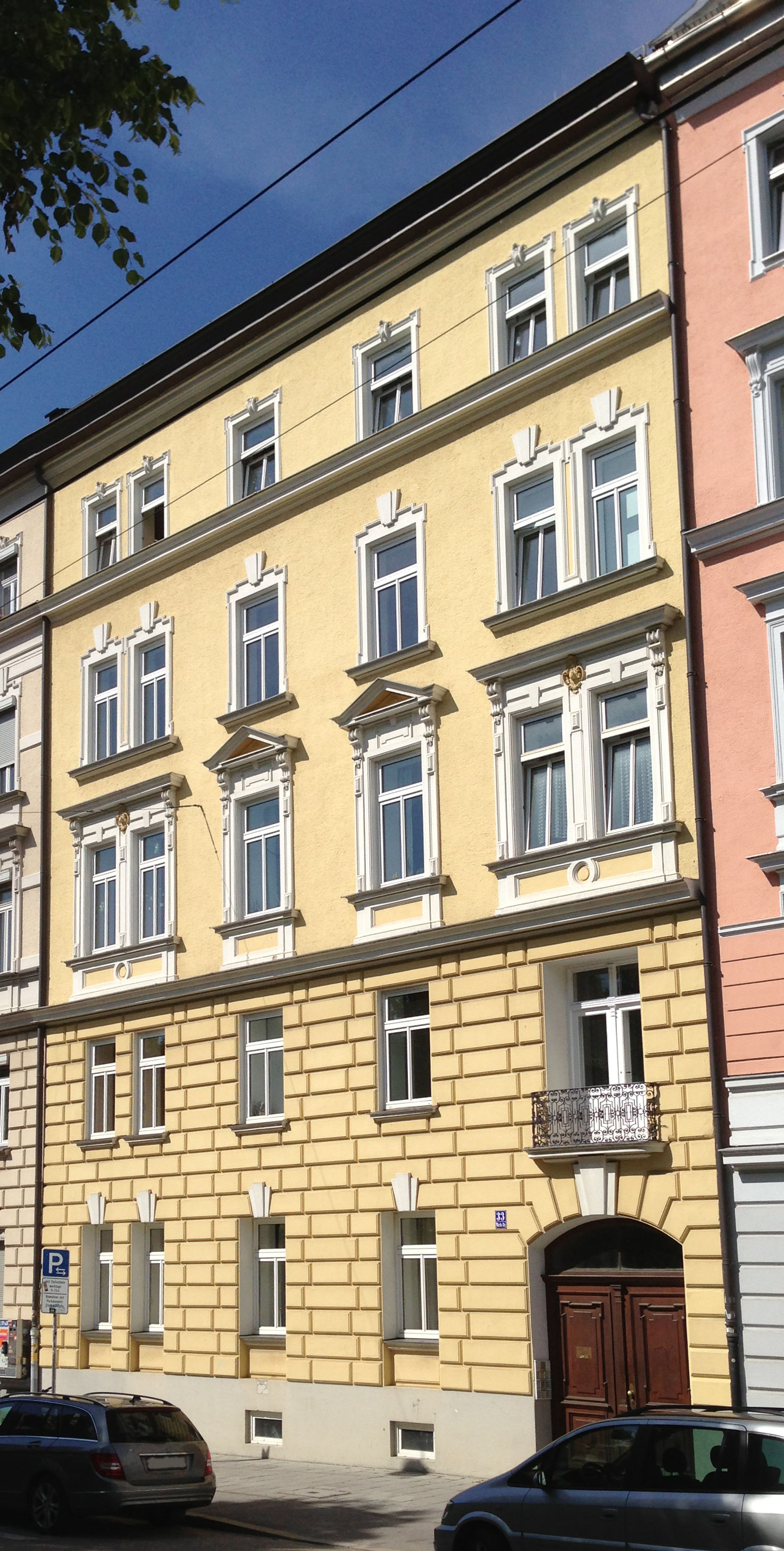
Wörthstraße 33
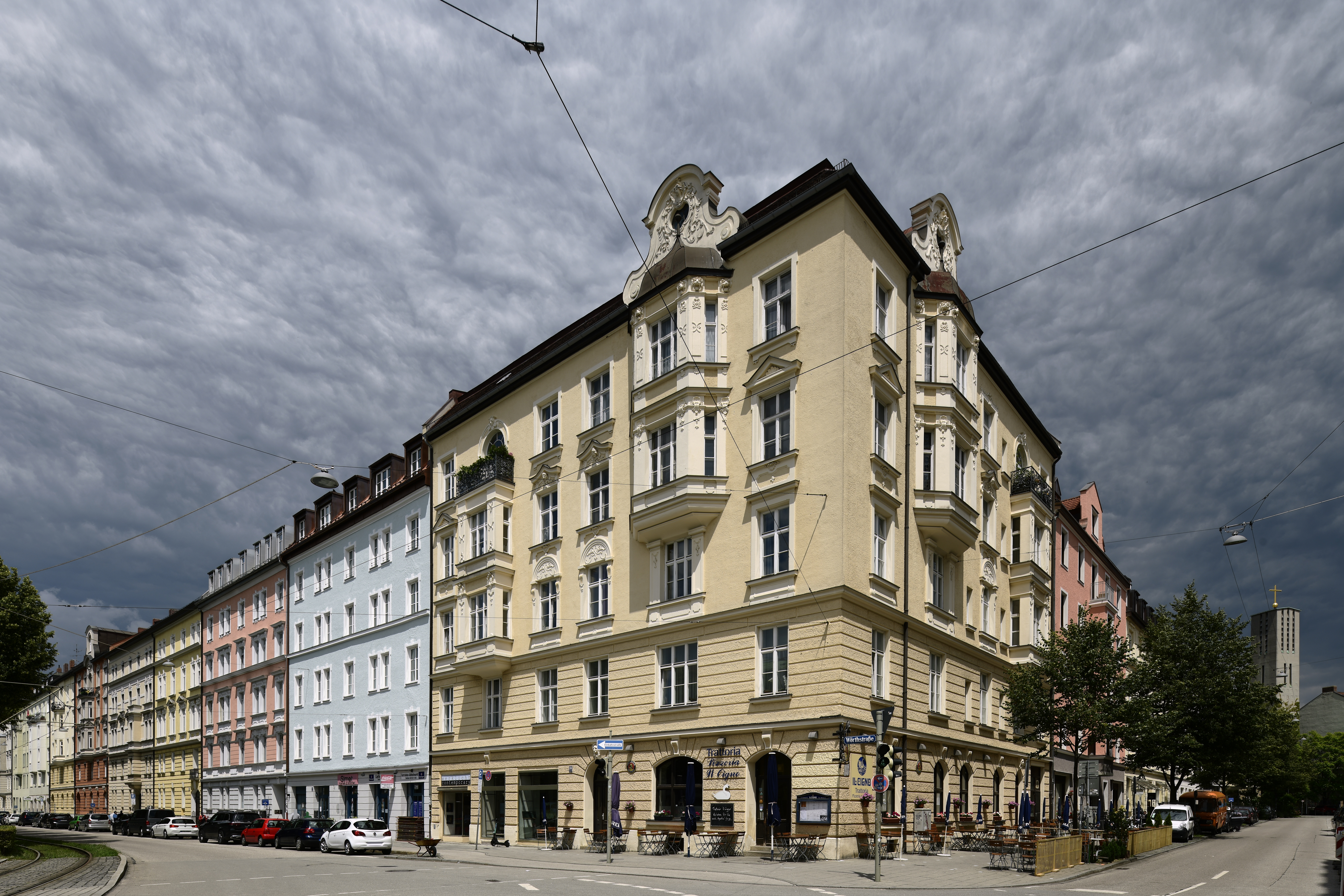
Eckkaus Wörthstraße 39
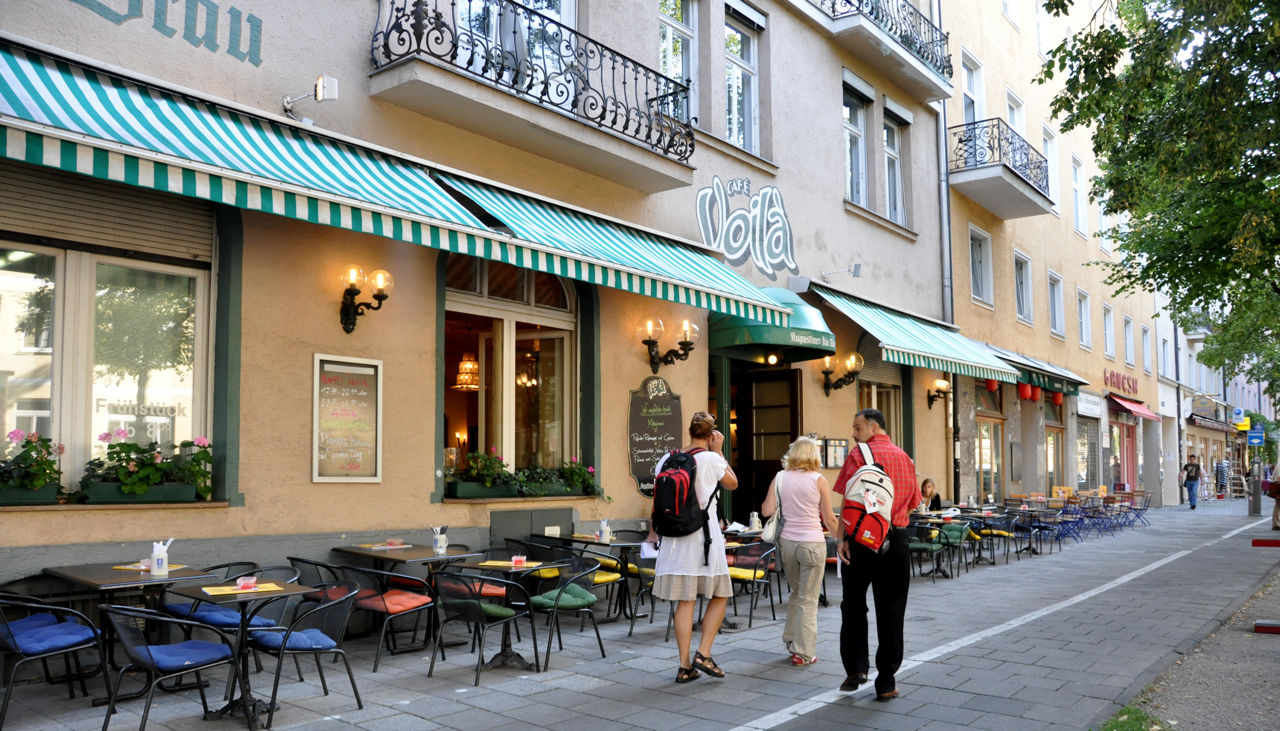
Café, Wörthstraße 5 (2009)

### Bildungs- und Sozialeinrichtungen

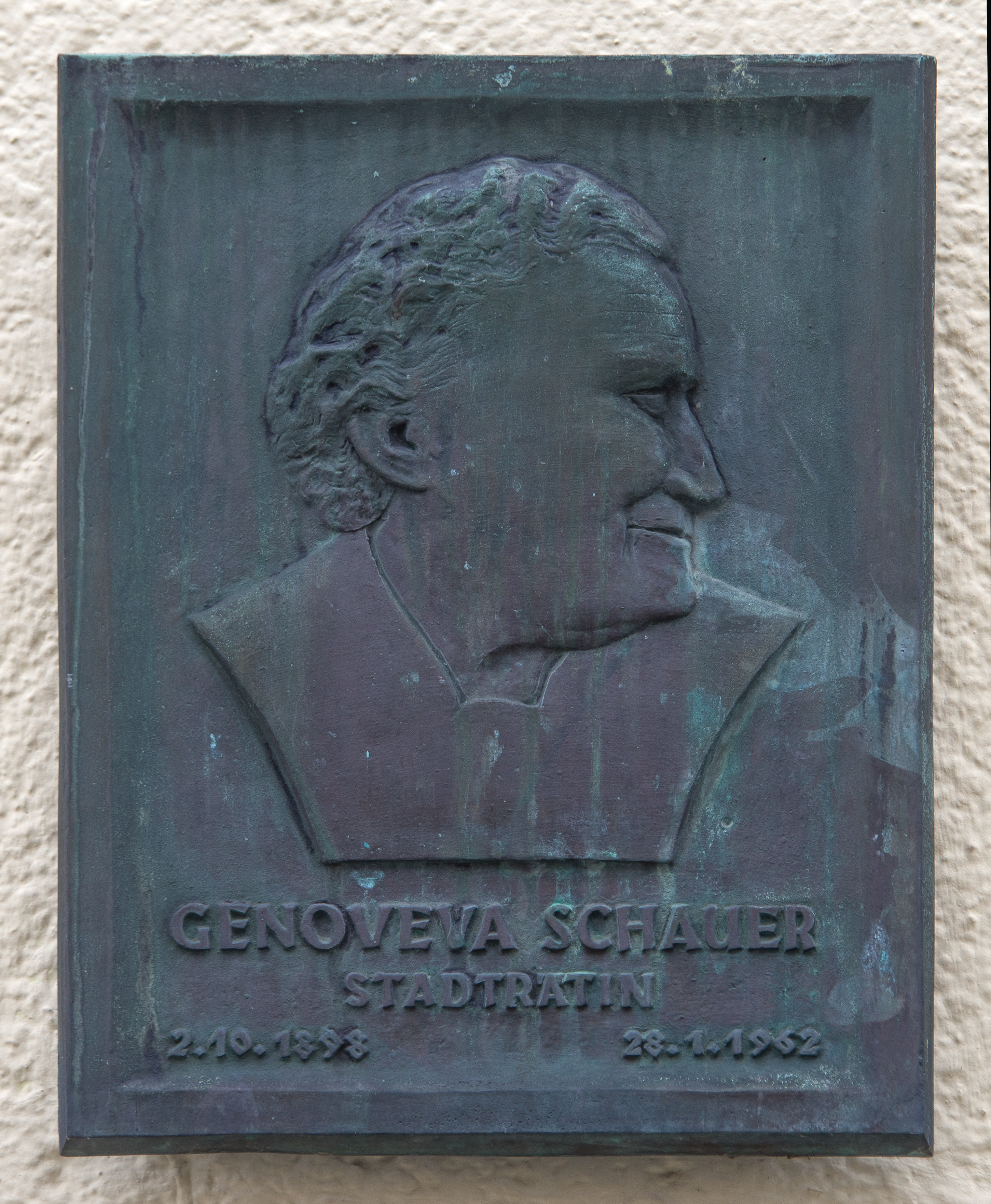
Relieftafel Genoveva Schauer

- Mittelschule Wörthstraße 2 mit Relieftafel für die Stadträtin Genoveva Schauer (1898 bis 1962)

### Brunnen

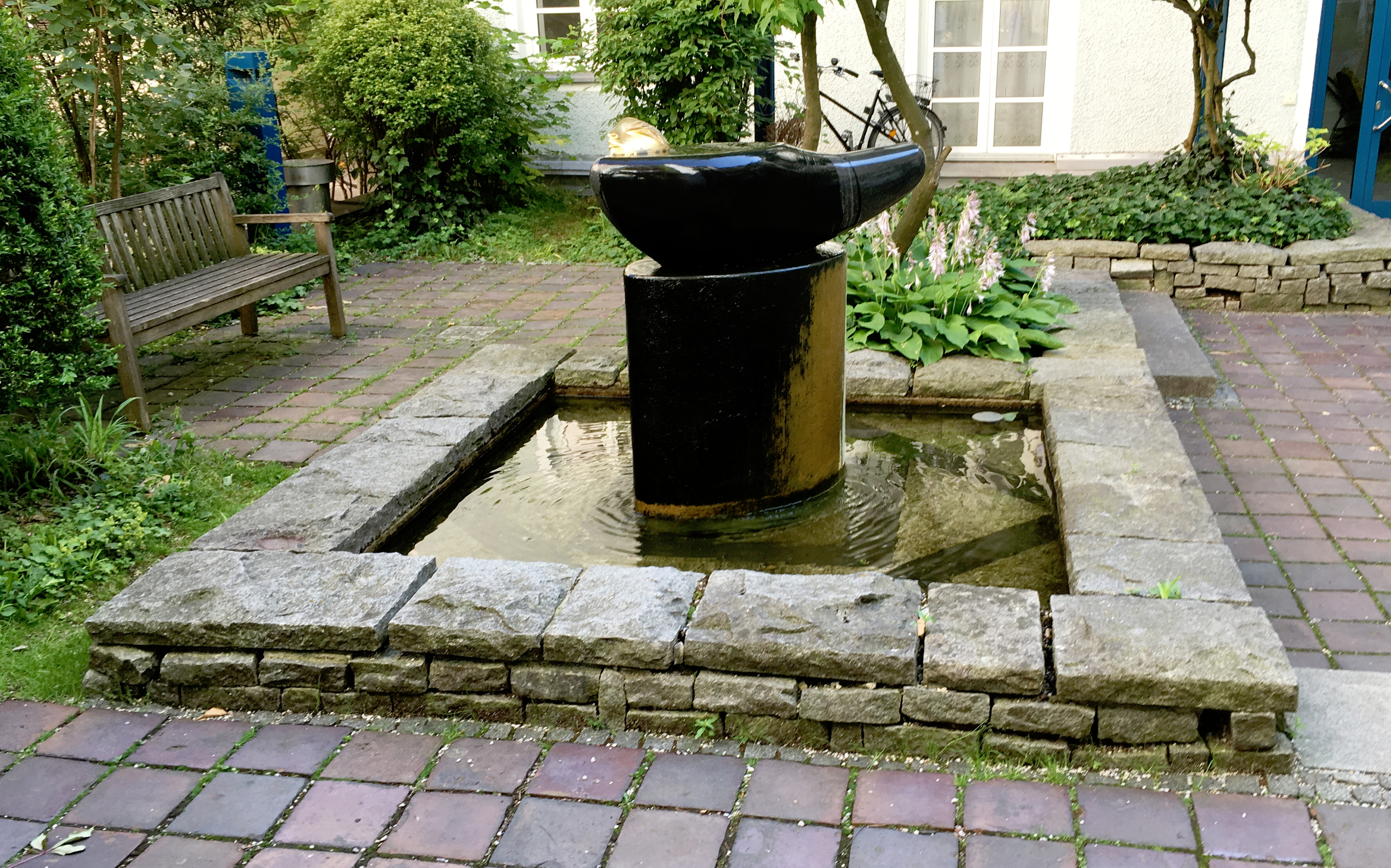
Brunnen mit jagdbaren Tieren von Alfred Keller (1929), auf dem Bordeauxplatz
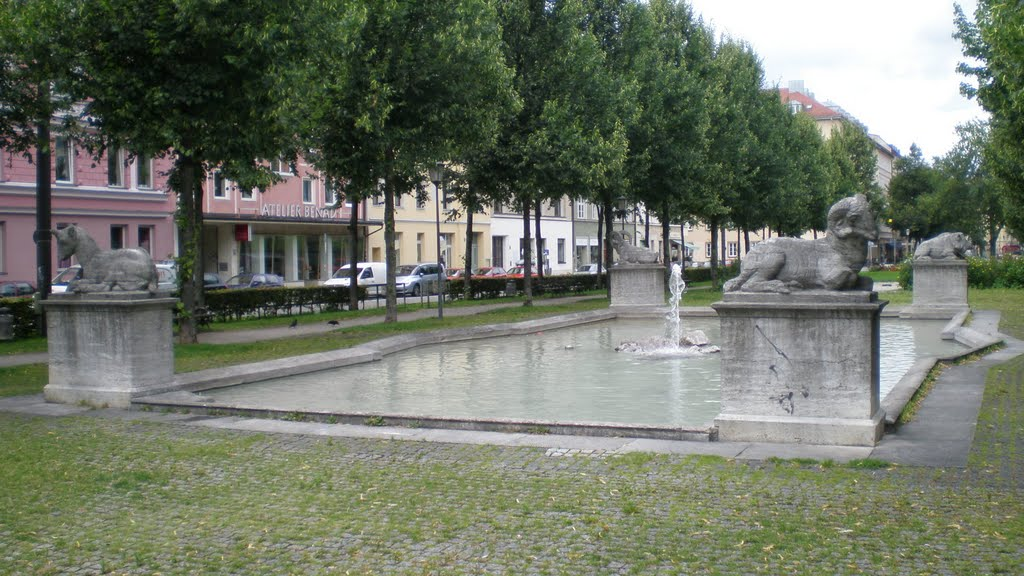
Brunnen Wörthstraße 37

- Brunnen Wörthstraße 37
- Brunnen Bordeauxplatz

## Bekannte Anwohner
- Max Reger (1873–1916), Komponist, wohnte 1903/04 in der Wörthstraße 20.